# Lennart Beijer
Karl Lennart Beijer, född 28 november 1947 i Hultsfred, är en svensk politiker (vänsterpartist). Han var ordinarie riksdagsledamot 1994–2006, invald för Kalmar läns valkrets.
I riksdagen var han ledamot i näringsutskottet 1994–2006. Han var även suppleant i arbetsmarknadsutskottet och trafikutskottet.
Han är ombudsman. Numera[när?] är han fritidspolitiker i sin hemkommun Hultsfreds kommun och sitter i ledningen för Rockparty.[källa behövs]